# میگوئل کابانلاس
میگوئل کابانلاس (انگلیسی: Miguel Cabanellas؛ ۱ ژانویهٔ ۱۸۷۲ – ۱۴ مهٔ ۱۹۳۸) یک سیاست‌مدار اهل اسپانیا بود.